# Om de prisos

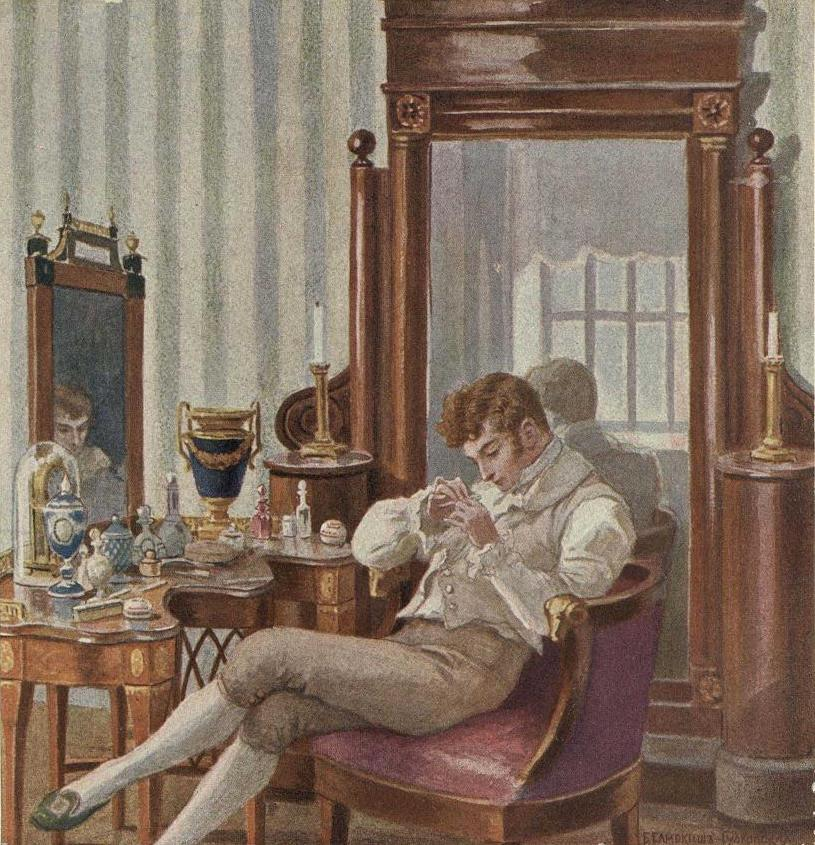
Un om de prisos (Evgheni Oneghin) lustruindu-și alene unghiile. Ilustrație de Elena Samokiș-Sudkovskaia, 1908.

Omul de prisos (în rusă лишний человек) este un concept literar rus din anii 1840 și 1850, derivat din eroul byronian. El se referă la un individ, probabil talentat și capabil, care nu se adaptează normelor sociale. În cele mai multe cazuri, această persoană s-a născut într-o familie bogată și privilegiată. Caracteristicile tipice ale omului de prisos sunt lipsa de respect pentru valorile sociale, cinismul și plictiseala existențială; comportamentele tipice sunt practicarea jocurilor de noroc, consumul de alcool, implicarea în intrigi romantice și în dueluri. El este de multe ori nereceptiv și îi mâhnește pe ceilalți prin acțiunile sale neglijente.
Acest termen a fost popularizat de Ivan Turgheniev în nuvela Jurnalul unui om de prisos (1850) și a fost ulterior aplicat personajelor din romanele anterioare. Modelul de personaj provine din romanul în versuri Evgheni Oneghin (1825-1832) al lui Aleksandr Pușkin. Romanul Un erou al timpului nostru (1840) de Mihail Lermontov descrie un alt om de prisos – Peciorin – ca protagonist. El poate fi considerat ca nihilist și fatalist. Printre exemplele ulterioare sunt Beltov din Cine este de vină? (1845–1846) de Aleksandr Herzen, Rudin (1856) al lui Ivan Turgheniev și personajul titular al romanului Oblomov (1859) de Ivan Goncearov.
Criticii ruși precum Vissarion Belinski au considerat omul de prisos ca un produs al regimului reacționar al țarului Nicolae I, când cei mai buni oameni educați nu au intrat în serviciul guvernului și, neavând alte opțiuni de auto-realizare, au fost condamnați să-și trăiască viața în pasivitate. Savantul David Patterson descrie omul de prisos ca fiind „nu doar... un alt tip literar, ci... o paradigmă a unei persoane care a pierdut un moment, un loc, o existență în viață” înainte de a concluziona că „omul de prisos este un om fără adăpost”.